# Suge (песня)
«Suge» (также известна как «Suge (Yea Yea)») — песня американского рэпера DaBaby. Она была выпущена 23 апреля 2019 в качестве ведущего сингла с его дебютного студийного альбома Baby on Baby на лейбле Interscope Records и была спродюсирована JetsonMade и Pooh Beatz. Она достигла 7 позиции в американском чарте Billboard Hot 100. Позже, сингл был номинирован на премии «Грэмми» за «Лучшее рэп-исполнение» и «Лучшая рэп-песня» на 62-й ежегодной церемонии вручения наград «Грэмми». «Suge» получил звание 2-й лучшей песни по версии Complex и 12-й лучшей песни по версии Billboard.

## Коммерческий успех
«Suge» дебютировал под номером 87 в чарте Billboard Hot 100. Позже, он достиг 7 позиции и 3 позиции в чарте Hot R&B/Hip-Hop Songs. 23 июня 2019 был сертифицирован платиновым Американской ассоциацией звукозаписывающих компаний (RIAA).

## Музыкальное видео
Видеоклип на «Suge» был выпущен 4 марта 2019. Он был спродюсирован Reel Goats. Видеоклип включает в себя отрывок вступительной песни из его предыдущего альбома, «Taking It Out».

## Ремикс
8 августа американские рэперы Джойнер Лукас и Tory Lanez закончили вражду между собой, выпустив совместный ремикс песни.

## Чарты
| Чарт (2019)                                | Высшая позиция |
| ------------------------------------------ | -------------- |
| Австралия (ARIA)                           | 58             |
| Бельгия/Фландрия (Ultratip Bubbling Under) | 36             |
| Бельгия/Фландрия (Ultratop Urban)          | 23             |
| Канада (Billboard Canadian Hot 100)        | 32             |
| Ирландия (IRMA)                            | 65             |
| Литва (AGATA)                              | 36             |
| Новая Зеландия (RMNZ)                      | 17             |
| Швеция (Sverigetopplistan)                 | 19             |
| США (Billboard Hot 100)                    | 7              |
| США (Billboard Hot R&B/Hip-Hop Songs)      | 3              |
| США (Billboard R&B/Hip-Hop Airplay)        | 1              |
| США (Billboard Rhythmic)                   | 2              |
| США (Rolling Stone Top 100)                | 10             |

| Чарт (2019)                           | Позиция |
| ------------------------------------- | ------- |
| Канада (Canadian Hot 100)             | 75      |
| США (Billboard Hot 100)               | 24      |
| США (Billboard Hot R&B/Hip-Hop Songs) | 11      |
| США (Billboard Rhythmic)              | 24      |
| США (Rolling Stone Top 100)           | 12      |

## Сертификации
| Регион | Сертификация  | Продажи   |
| --- | ------------- | --------- |
| Канада (Music Canada) | Платиновый    | 80 000    |
| США (RIAA) | 2× Платиновый | 2 000 000 |
| * Данные о продажах приведены только на основе сертификации. · ^ Данные о тиражах приведены только на основе сертификации. · Данные о продажах + прослушиваниях приведены только на основе сертификации. |               |           |